# Michaś Kukabaka
Michaś Kukabaka lub Mikhail Kukabaka (ur. 1936 w Bobrujsku) – radziecki i białoruski dysydent polityczny.

## Życiorys
Po śmierci matki w 1947 wychowywał się w domu dziecka (ojciec zginął podczas wojny radziecko-fińskiej w 1939). W 1953 pracował na budowie kombinatu naftowego koło Angary. Po odbyciu służby wojskowej, zatrudnił się jako elektryk w Bobrujsku. 
W 1968 jako jeden z nielicznych obytwateli ZSRR zaprotestował przeciw sowieckiej agresji na Czechosłowację, przyłączył się do samizdatu. W 1970 aresztowany za działalność opozycyjną, łącznie więziony przez 17 lat (m.in. w Syczowce i Mohylewie). Był ofiarą radzieckiej psychiatrii politycznej, zdiagnozowano u niego schizofrenię bezobjawową.
W 1988 opuścił więzienie.